# Роська (село)
Ро́ська (до 2024 року — Перше Травня) — село в Україні, у Тетіївській міській громаді Білоцерківського району Київської області. Розташоване на лівому березі річки Роська (притока Росі) за 14 км на захід від міста Тетіїв. Населення становить 1 особа.

## Назва
19 вересня 2024 року Верховна Рада підтримала перейменування села Перше Травня на Роська. Нова назва надана на честь однойменної річки. 26 вересня 2024 року перейменування набуло чинності.

## Населення

### Мова
Розподіл населення за рідною мовою за даними перепису 2001 року:
| Мова       | Відсоток |
| ---------- | -------- |
| українська | 100%     |